# Fort Worth Flyers

Logo

Die Fort Worth Flyers sind ein derzeit inaktives Team der NBA Development League, das in Fort Worth, Texas beheimatet war. Die Heimspiele wurden im Fort Worth Convention Center ausgetragen.
Der einzige Head Coach der Flyers war Sidney Moncrief, ein ehemaliger Spieler der NBA. Die Vereinsfarben waren blau und braun.

## Vereinsgeschichte
Dem Team aus Fort Worth wurden NBA-Spieler der Dallas Mavericks, Charlotte Bobcats, Philadelphia 76ers oder Portland Trail Blazers zugeteilt. Die Flyers begannen ihren Spielbetrieb in der Saison 2005/06, nachdem sich die ehemaligen D-League-Mannschaften Greenville Groove und Mobile Revelers zusammengeschlossen hatten. In der ersten Saison in Fort Worth wurde das Team mit einer Bilanz von 28 Siegen zu 20 Niederlagen Tabellenerster der regulären Saison. Im Meisterschaftsfinale gegen die Albuquerque Thunderbirds verloren sie dann allerdings mit 108:119. In der Saison 2006/07 konnten die Flyers eine Bilanz von 29:21 erzielen. Im Eastern-Division-Halbfinale unterlag man den Sioux Falls Skyforce mit 105:128. Aufgrund finanzieller Probleme wurde der Entschluss getroffen, den Spielbetrieb in der Saison 2007/08 einzustellen.

## Ehemalige Spieler
- Maurice Ager
- Kelenna Azubuike
- J. J. Barea
- Kevin Burleson
- Christopher Copeland
- Bobby Jones
- Keith Langford
- Pops Mensah-Bonsu
- Jeremy Richardson
- Luke Schenscher
- Terrance Thomas
- Ime Udoka
- Martell Webster